# Catasetum rondonense
Catasetum rondonense är en orkidéart som beskrevs av Guido Frederico João Pabst. Catasetum rondonense ingår i släktet Catasetum och familjen orkidéer. Inga underarter finns listade i Catalogue of Life.